# 즉석식품

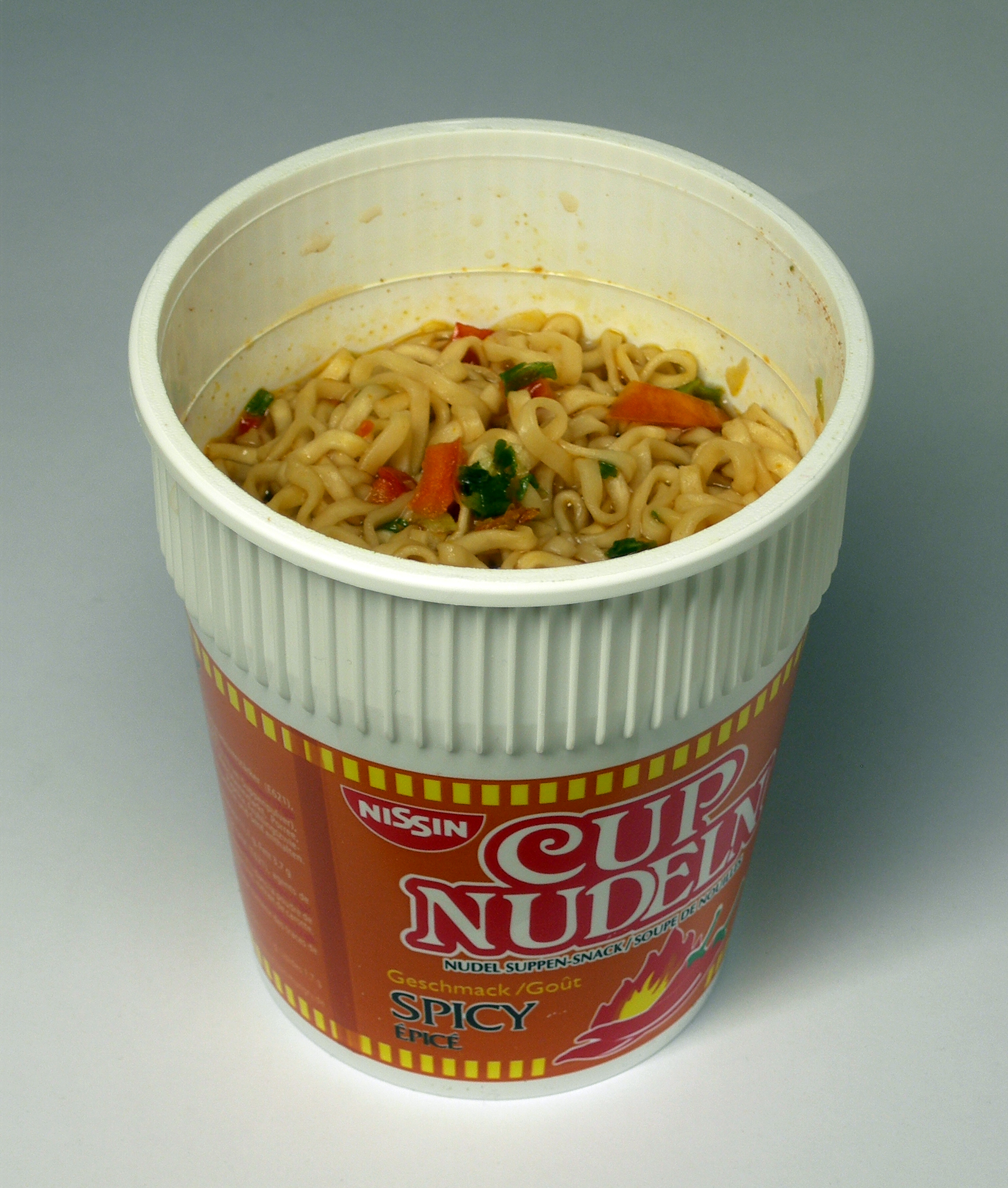

즉석식품(卽席食品), 또는 인스턴트 식품(instant meal, frozen meal, microwave meal or TV dinner)은 간단히 조리할 수 있고, 저장이나 휴대가 편리한 가공식품으로, 즉석 식품 또는 반조리 식품이라고 한다. 사탕·통조림·병조림·차·인스턴트 커피 등이 여기에 속한다.

## 같이 보기
- 패스트 푸드 is the